# 서우크라이나 인민공화국
서우크라이나 인민공화국(우크라이나어: Західноукраїнська Народна Республіка 자히드노우크라인스카 나로드나 레스푸브리카[*])은 1918년 말부터 1919년 초반까지 갈리치아 동부에 존재했던 국가이다.
1918년 10월 18일 오스트리아-헝가리 제국으로부터 독립을 선언했으며 1919년 1월 22일 우크라이나 인민공화국과의 통일을 선언했다. 폴란드-우크라이나 전쟁 중이던 1919년 7월 폴란드에 점령되면서 소멸되었다.